# Select Model Management
Select Model Management — модельное агентство, основанное в Лондоне в 1977 году Тенди Андерсоном и сестрами Кастаньетти.

## Компания
Select Model Management было первым модельным агентством, которое искала моделей на улице. Они воспользовались этим методом, чтобы быстро создать список клиентов и репутацию. В 1980-х годах другие модельные агентства стали использовать этот метод для развития своего бизнеса.
В течение двух сезонов (в 2005 и 2006 годах) Андерсон выступал в качестве судьи на конкурсе Make Me A Supermodel, после чего победители получали контракт с Select Model Management. В 2011 году агентство запустило мобильное приложение, предназначенное для использования будущими моделями.
В 2019 году Select Model Management объявило о глобальном расширении за счет интеграции с MP Management.
Агентство Select Model Management имеет филиалы в 8 странах мира: Лондоне, Милане, Париже, Стокгольме, Атланте, Чикаго, Лос-Анджелесе и Майами.

## Модели
Select Model Management представляет таких моделей, как Дэвид Гэнди, Ирина Шейк, Джон Кортаджарена, Оливер Чешир, Камилла Костек, Лукан Гиллеспи, Уилл Чалкер, Марьян Джонкман, Шанель Ньясьасе, Алиет и Аманда Мерфи.